# Menara Maybank
Menara Maybank è un grattacielo situato a Pudu, Kuala Lumpur, in Malaysia. È sede della Maybank e ospita al suo interno il Museo Numismatico di Maybank.
La costruzione della Maybank Tower iniziò nel 1984 sopra il sito di un edificio della Sessions Court di epoca coloniale e fu completata nel 1987. Prima della costruzione delle Petronas Twin Towers nel 1995, l'edificio con i suoi 244 m era l'edificio più alto di Kuala Lumpur e della Malesia